# Remise Kralingen
De Remise Kralingen is sinds 1905 een tramremise van de RET in de Rotterdamse wijk Kralingen. De trams van de tramlijnen 1, 4, 6, 7, 8 en 11 worden vanuit deze remise gereden. 